# Loch - pobeditel' vody
Loch - pobeditel' vody (Лох — победитель воды) è un film del 1991 diretto da Arkadij Tigaj.

## Trama
Il film racconta l'ingegnere Gorelikov, che, insieme al suo amico disabile, apre un salone con computer per bambini e studenti. E all'improvviso vengono attaccati da una banda di criminali.